# ノルウェジアン・エルクハウンド・ブラック

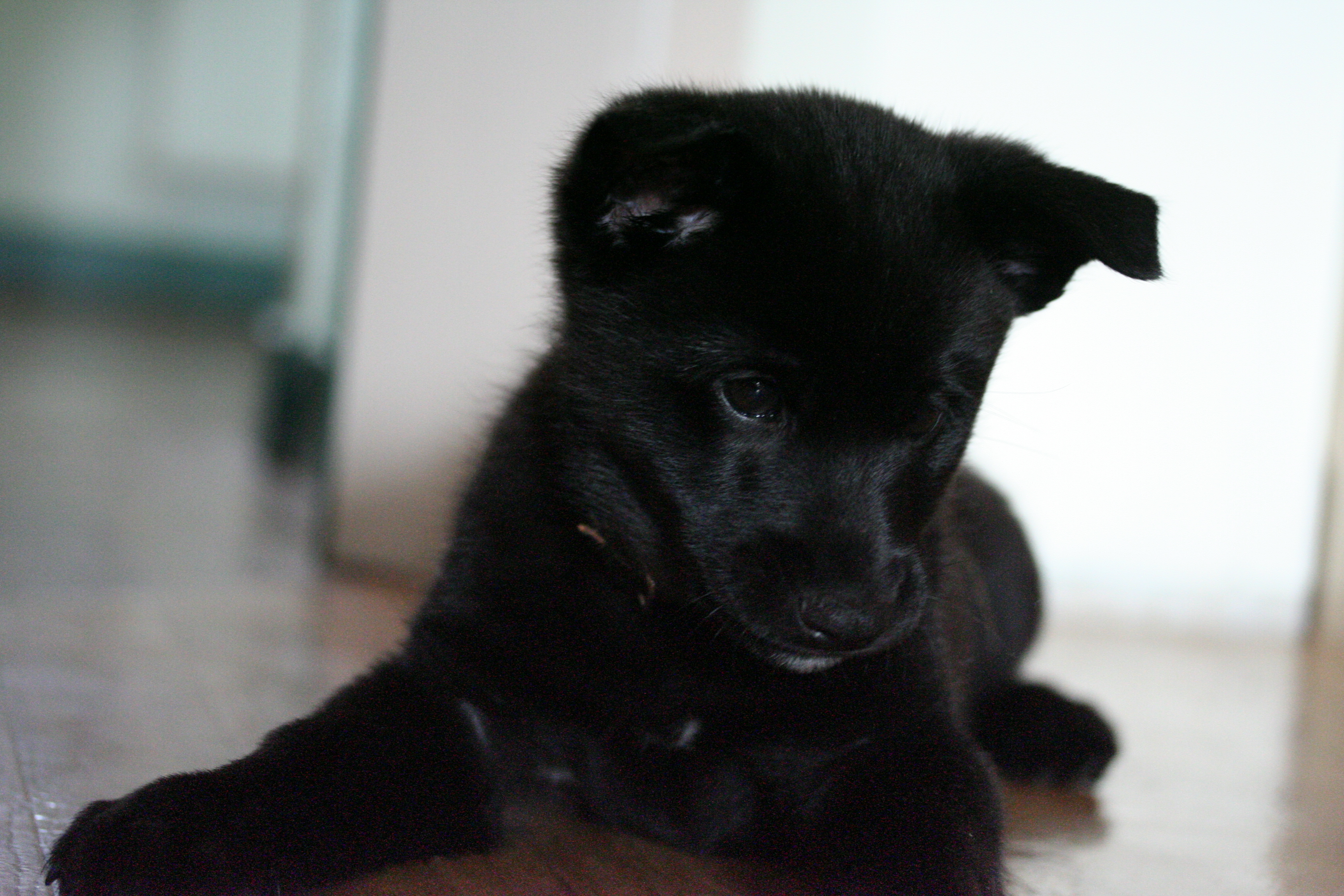
ノルウェジアン・エルクハウンド・ブラックの仔犬

ノルウェジアン・エルクハウンド・ブラック（英：Norwegian Elkhound Black）は、ノルウェー原産の犬種のひとつである。別名はブラック・ノルウェジアン・エルクハウンド（英：Black Norwegian Elkhound）、ブラック・エルクハウンド（英：Black Elkhound）、スヴァット・ノシュク・エリュフンド（英：Svart Norsk Alghund）、ノシュク・エリュフンド・ソット（英：Norsk Alghund Sort）。
ノルウェジアン・エルクハウンド・グレーは、これの親戚種にあたる。

## 歴史
いつごろ作出されたかはよくわかっていないが、1877年にはすでに固有の犬種として認知されていた。雪の中でも猟をする際に見えやすくし、夜間の猟の際には獲物に見つかりにくくするために犬の毛色を真っ黒にすることが提案され、ノルウェジアン・エルクハウンド・グレイに数種の猟犬種を掛け合わせて作られた。尚、先祖（ベース）グレーではなく、別の犬種だとする説もあるが、詳しい調査は行われていない。グレイが本種の先祖になっている可能性は高い。
主にエルクを狩るのに用いられるが、ノウサギやクマなどのそのほかの動物を狩るのにも使われる。単独もしくは小規模なパックで獲物のにおいを追跡し、発見すると自ら仕留めるか、噛み留めを行って動けなくして主人に倒してもらう。
FCIには個別の犬種として登録されているが、世界的にはグレイのほうが圧倒的に有名であり、こちらの知名度は低い。大半は北欧で飼育されていて、多くは原産国で飼育されている。

## 特徴
グレイと名前の前半部が共通しているが、その姿かたち、性質は大きく異なる。日本犬のようなスピッツタイプの犬種で、筋肉質の体つきをしている。グレイよりも脚が長く、且つコートは少しだけ短めである。コートは硬めのショートコートで、毛色はジェット・ブラックに限られる。ただし、ごく稀にブルーの毛色の犬も生まれる。頭部もグレイより小さめである。耳は立ち耳、尾は巻き尾。体高46〜51cm、体重18kg前後の中型犬で、性格は主人に忠実で従順だが、喧嘩っ早くグレイよりも無愛想であるといわれる。ただし、主人家族に対しては強い愛情を示す。生粋の猟犬種で、運動神経がよく、狩猟本能と運動量は莫大である。北欧原産の犬種であるため寒さには非常に強いが、その分暑さは苦手である。かかりやすい病気はそれほど多くないが、毛色が黒いので熱が篭りやすく、暑い地域で飼育した際に熱中症を引き起こしやすくなるのでその際には冷房設備が必要である。